# マディソン郡 (フロリダ州)
マディソン郡（マディソンぐん、英: Madison County）は、アメリカ合衆国フロリダ州の北部に位置する郡である。2010年国勢調査での人口は19,224人であり、2000年の18,733人から2.6%増加した。郡庁所在地はマディソン市（人口2,843人）であり、同郡で人口最大の都市でもある。基本的にアルコール飲料の販売が禁止される「ドライ郡」（禁酒郡）だったが、2012年8月28日から販売が許可されるウェット郡になった。

## 歴史
マディソン郡は1827年に設立された。郡名は第4代アメリカ合衆国大統領ジェームズ・マディソン（在任1809年-1817年）に因んで名付けられた。
郡内の小集落グリーンビルは、リズム・アンド・ブルースの巨人レイ・チャールズが子供時代を過ごした場所である。

## 地理
アメリカ合衆国国勢調査局に拠れば、郡域全面積は715.80平方マイル (1,853.9 km2)であり、このうち陸地691.79平方マイル (1,791.7 km2)、水域は24.00平方マイル (62.2 km2)で水域率は3.35%である。

### 交通

#### 主要高規格道路
- 州間高速道路10号線
- アメリカ国道19号線/アメリカ国道27号線
- アメリカ国道90号線
- アメリカ国道221号線
- フロリダ州道6号線
- フロリダ州道14号線
- フロリダ州道53号線
- フロリダ州道145号線

#### 鉄道
郡内を2本の鉄道が通っている。主要線はCSXトランスポーテーションであり、2005年まではアムトラックのサンセット・リミテッドが使っていたシーボード・エア・ライン鉄道が所有していた。2006年のハリケーン・カトリーナによってニューオーリンズからの運行が止められた。この時点までマディソン駅が郡内唯一の停車駅だった。もう1本の路線はジョージア・アンド・フロリダ鉄道であり、郡内ではアメリカ国道221号線のごく近くを通っている。

### 隣接する郡
- ブルックス郡 (ジョージア州) - 北
- ラウンズ郡 (ジョージア州) - 北東
- ハミルトン郡 - 東
- スワニー郡 - 南東
- ラファイエット郡 - 南東
- テイラー郡 - 南西
- ジェファーソン郡 - 西

## 人口動態
以下は2000年の国勢調査による人口統計データである。
| 基礎データ - 人口: 18,733人 - 世帯数: 6,629 世帯 - 家族数: 4,680 家族 - 人口密度: 10人/km2（27人/mi2） - 住居数: 7,836軒 - 住居密度: 4軒/km2（11軒/mi2） 人種別人口構成 - 白人: 57.49% - アフリカン・アメリカン: 40.30% - ネイティブ・アメリカン: 0.32% - アジア人: 0.32% - 太平洋諸島系: 0.02% - その他の人種: 0.51% - 混血: 1.04% - ヒスパニック・ラテン系: 3.20% | 年齢別人口構成 - 18歳未満: 25.3% - 18-24歳: 9.2% - 25-44歳: 28.2% - 45-64歳: 22.7% - 65歳以上: 14.6% - 年齢の中央値: 36歳 - 性比（女性100人あたり男性の人口） - 総人口: 107.6 - 18歳以上: 106.8 世帯と家族（対世帯数） - 18歳未満の子供がいる: 31.9% - 結婚・同居している夫婦: 48.9% - 未婚・離婚・死別女性が世帯主: 17.5% - 非家族世帯: 29.4% - 単身世帯: 25.4% - 65歳以上の老人1人暮らし: 11.6% - 平均構成人数 - 世帯: 2.57人 - 家族: 3.06人 | 収入と家計 - 収入の中央値 - 世帯: 26,533米ドル - 家族: 31,753米ドル - 性別 - 男性: 25,255米ドル - 女性: 19,607米ドル - 人口1人あたり収入: 12,511米ドル - 貧困線以下 - 対人口: 23.1% - 対家族数: 18.9% - 18歳未満: 30.1% - 65歳以上: 22.5% |

## 都市と町

### 法人化自治体
1. グリーンビル町
2. リー町
3. マディソン市 - 郡庁所在地

### 未編入の町
| - チェリーレイク - ハンバーグ - ハンソン - ホープウェル | - ラモント - リー - ラベット | - モースリーホール - ピネッタ - サーマンズ |

### 政府関連
- Madison County Board of County Commissioners
- Madison County Supervisor of Elections
- Madison County Property Appraiser
- Madison County Sheriff's Office
- Madison County Tax Collector

### 特殊地区
- Madison County Schools
- Suwannee River Water Management District

### 司法関連
- Madison County Clerk of Courts
- Public Defender, 3rd Judicial Circuit of Florida serving Columbia, Dixie, Hamilton, Lafayette, Madison, Suwannee, and Taylor Counties
- Office of the State Attorney, 3rd Judicial Circuit of Florida
- Circuit and County Court for the 3rd Judicial Circuit of Florida

### 観光
- Madison County Chamber of Commerce
- Madison County Suwannee Online

### 民間
- Madison Collection Approximately 1,000 photographs of Madison County area people, industries, and agriculture. From the State Library & Archives of Florida.
- North Florida Community College Located in Madison, Florida, NFCC is a comprehensive public community college serving six north Fla. counties.
- Senior Citizens Council of Madison County, Florida
- The New Enterprise Online historical newspaper for Madison County, Florida
- Madison Enterprise-Recorder Florida's oldest newspaper. Serving Madison County since 1865
- Madison County Carrier Serving Madison County with the news since 1964
- Madison Florida Voice Online local news
- Artz, a community portal for the artists and writers of Madison County.

座標: 北緯30度27分 西経83度28分 / 北緯30.45度 西経83.47度